# Дангубич, Неманья
Неманья Дангубич (серб. Немања Дангубић; родился 13 апреля 1993 года в Панчево, СФРЮ) — сербский профессиональный баскетболист, играющий на позициях лёгкого и тяжёлого форварда. Выступает за баскетбольный клуб «Промитеас». На драфте НБА 2014 года был выбран под общим 54-м номером командой «Филадельфия Севенти Сиксерс».

## Карьера

### Клубная
В 2010 года Дангубич присоединился к юношеской команде «Хемофарм», а в сезоне 2011-12 дебютировал в первой команде. В июле 2012 года подписал контракт с другим сербским клубом «Мега Визура».

#### Црвена звезда (2014—2018)
31 июля 2014 года Дангубич подписал трёхлетний контракт с клубом «Црвена звезда». В сезоне 2014-15 команда стала чемпионом Лиги АВА, выиграла чемпионат Сербии по баскетболу, а также завоевала Кубок Сербии.
10 июля 2016 года игрок переподписал контракт до конца сезона 2017-18. В марте 2018 года было объявлено, что Дангубич пропустит остаток сезоне из-за травмы колена. Игрок покинул команду летом 2018 года.

#### Бавария (2018—2019)
18 сентября 2018 года подписал контракт с баскетбольным клубом «Бавария» сроком на один год.

#### Эстудиантес (2019—2020)
В июле 2019 года Дангубич подписал контракт с испанским клубом «Эстудиантес».

#### Партизан (2020—2022)
10 июля 2020 года Дангубич подписал двухлетний контракт с белградским «Партизаном». В сезоне 2020/21 Дангубич набирал в среднем 7,5 очка и 2,9 подбора. В июле 2022 года игрок покинул «Партизан».

#### Промитеас Патрас (2022—настоящее время)
20 октября 2022 года Дангубич подписал контракт с греческим клубом «Промитеас» до конца сезона.

#### Драфт НБА
26 июня 2014 года Дангубич драфте НБА 2014 года был выбран под общим 54-м номером командой «Филадельфия Севенти Сиксерс». В этот же день права на игрока были проданы в «Сан-Антонио Спёрс».

### Международная
Дангубич выступал за сборную Сербии на молодёжном чемпионате мира 2011 года (U-19) и завоевал серебряную медаль. Также в 2011 году в составе сборной завоевал «серебро» на юношеском первенстве Европы для игроков не старше 18 лет. Был приглашён в первую сборную Сербии для участия в чемпионате мира 2014 года, однако ещё до начала тренировок получил травму колена и в итоге пропустил турнир, а в составе сборной его заменил Рашко Катич.